# Idaea abnorma
Idaea abnorma is een vlinder uit de familie spanners (Geometridae). De wetenschappelijke naam is voor het eerst geldig gepubliceerd in 1960 door Pinker.
De soort komt voor in Europa.